# Ngarenairobi
Ngarenairobi  (auch Ngare-Nairobi) ist ein Verwaltungsbezirk (Ward) des Distrikts Siha in der tansanischen Region Kilimandscharo.

## Geografie
Ngarenairobi liegt im Nordosten von Tansania am westlichen Abhang des Shira, des dritthöchsten Gipfels des Kilimandscharo. Der Westen des Bezirks liegt rund 1300 Meter über dem Meer, nach Osten steigt das Land auf über 3800 Meter an.
Der Bezirk grenzt im Norden an Ndumeti, im Osten an Motamburu Kitendeni des Distrikts Rombo, im Süden an Gararagua und im Westen an Miti Mirefu. Bei der Volkszählung 2022 lebten 13.794 Menschen in 3782 Haushalten auf einer Fläche von 150 Quadratkilometern.

## Gliederung
Der Bezirk besteht aus drei Gemeinden (Mtaa) mit zwölf Orten (Kitongoji):
| Namwai - Motomati - Esimbosi - Namwai | Ngarenairobi - Ngarenairobi - Kiloriti - Kijiweni - Ngarenairobi A - Ngarenairobi B - Kigamboni | Mwangaza - Sinai - Kaloleni - Mwangaza |

## Wirtschaft und Infrastruktur
- Landwirtschaft: Die Hauptwirtschaftszweige sind Ackerbau und Viehzucht, hauptsächlich angebaut werden Bohnen, Süßkartoffeln und Weizen.[8]
- Bildung: Im Jahr 1928 wurde die erste Schule im Bezirk eröffnet.[9] Heute gibt es eine weiterführende Schule, die Namwai Secondary School. Sie ist eine koedukative staatliche Schule mit einer Ausbildung bis zur 4. Stufe.[10]
- Gesundheit: In der Gemeinde Ngarenairobi führt die römisch-katholische Kirche ein Gesundheitszentrum.[11] Außerdem gibt es zwei staatliche Apotheken im Bezirk.[12][13]